# Philonotis glaucescens
Philonotis glaucescens är en bladmossart som beskrevs av Brotherus 1895. Philonotis glaucescens ingår i släktet källmossor, och familjen Bartramiaceae. Inga underarter finns listade i Catalogue of Life.